# 웨스트 32번가
《웨스트 32번가》(영어: West 32nd)는 미국에서 제작된 마이클 강 감독의 2007년 범죄 드라마 영화이다. 존 조, 김준성, 그레이스 박 등이 출연하였다.

## 출연
- 존 조
- 김준성
- 그레이스 박
- 제인 김
- 래니 준
- 칠 공